# قطعنامه ۷۰۳ شورای امنیت
قطعنامه ۷۰۳ شورای امنیت سازمان ملل متحد که در تاریخ ۰۹ اوت ۱۹۹۱ تصویب شد، سندی بین‌المللی دربارهٔ پذیرش اعضای جدید سازمان ملل متحد: میکرونزی است. این قطعنامه طی نشست ۳۰۰۲ام تصویب شد.